# Повереник за заштиту равноправности (Србија)
Повереник за заштиту равноправности је државни орган који се бави заштитом грађана од дискриминације основан на основу Закона о забрани дискриминације из 2009. Како је наведено на сајту повереника, задаци овог органа су „спречавање свих видова, облика и случајева дискриминације, заштита равноправности физичких и правних лица у свим областима друштвених односа, надзор над применом прописа о забрани дискриминације, као и унапређивање остваривања и заштите равноправности.”

## Дискриминација
Дискриминација је неједнако поступање према особи или некој групи на основу неког њиховог личног својства, што за последицу има неједнакост у шансама да остваре уставом и законом загарантована права. То је неједнако третирање, искључивање, односно довођење у подређен положај појединаца у односу на друге групе људи који се налазе у истој, сличној или упоредивој ситуацији. Дискриминација је такође и када се особе које се налазе у неравноправном положају, третирају на исти начин. На пример, ако би се особе са инвалидитетом и особе које немају инвалидитет третирале исто, особе са инвалидитетом би постале маргинализоване.

## Надлежности
Надлежност повереника је уређена у члану 33. Закона о забрани дискриминације. Повереник:
1. прима и разматра притужбе због повреда одредаба овог закона и даје мишљења и препоруке у конкретним случајевима и изриче мере у складу са чланом 40. овог закона;
2. подносиоцу притужбе пружа информације о његовом праву и могућности покретања судског или другог поступка заштите, односно препоручује поступак мирења;
3. подноси тужбе из члана 43. овог закона, због повреде права из овог закона, у своје име а уз сагласност и за рачун дискриминисаног лица, уколико поступак пред судом по истој ствари није већ покренут или правноснажно окончан;
4. подноси прекршајне пријаве због повреде права из овог закона;
5. подноси годишњи и посебан извештај Народној скупштини о стању у области заштите равноправности;
6. упозорава јавност на најчешће, типичне и тешке случајеве дискриминације;
7. прати спровођење закона и других прописа, иницира доношење или измену прописа ради спровођења и унапређивања заштите од дискриминације и даје мишљење о одредбама нацрта закона и других прописа који се тичу забране дискриминације;
8. успоставља и одржава сарадњу са органима надлежним за остваривање равноправности и заштиту људских права на територији аутономне покрајине и локалне самоуправе;
9. препоручује органима јавне власти и другим лицима мере за остваривање равноправности.

## Повереници

### Избор повереника
Повереници се бирају на мандат од 5 година и то од стране Народне Скупштине. Једна особа може да буде бирана на позицију повереника највише два пута. После истека мандата прошлог, нови повереник мора да буде изабран у року од 3 месеца.
За прву повереницу за заштиту равноправности је била изабрана Невена Петрушић, декана Правног факултета у Нишу. Њу је за ову позицију предложила Демократска странка. Невена пре свог избора била активиста више организација за људска, а посебно за женска права. Добитница је ОЕБС-ове награде за личност године за 2009. годину.
Дана 13. јануара 2015. године, Петрушић шаље допис тадашњој председници Народне скупштине Србије Маји Гојковић да се неће кандидовати за други мандат.
Друга повереница је кандидована од стране коалиције окупљене око Српске напредне странке и то је била Бранкица Јанковић. Од 2012. до 2014. године, била је државна секретарка у Министарству рада, запошљавања и социјалне политике, на челу Геронтолошког центра Београда, секретарка Гимназије „Руђер Бошковић” и наставница два предмета. Била је и шефица преговарачке групе за област социјалне политике и запошљавања у преговорима са ЕУ. Такође је била на челу је пројеката као што су „Борба против сексуалног и родно заснованог насиља” и „Интегрисани одговор на насиље над женама”. Председница је владиних савета за питања старости и старења, за особе са инвалидитетом и за права детета.
Јанковић је поново изабрана на ту функцију у новембру 2020. године, после 6 месеци обуставе рада повереника. Њен поновни избор је наишао на критике пошто предлог Ромског центра за демократију из Бујановца да повереник треба да буде Емила Спасојевић није ни размотрен. Тај предлог је подржало 60 невладиних организација (НВО) и организација за људска права. Отворени парламент, НВО која прати рад Скупштине у Србији, упозорила је на нетранспарентан процес избора повереника.

### Изабрани повереници
| Повереник         | Мандат                       |
| ----------------- | ---------------------------- |
| Невена Петрушић   | 5. мај 2010 — 5. мај 2015.   |
| Бранкица Јанковић | 27. мај 2015 — 27. мај 2020. |
| Бранкица Јанковић | 26. новембар 2020 — данас    |

## Рад повереника
Године 2011, повереница за заштиту равноправности Невена Петрушић је митрополиту митрополије црногорско-приморске СПЦ Амфилохију наложила да се извини за вређање ЛГБТ+ заједнице поводом Параде поноса 2010. Амфилохије је изјавио да „је на Паради поноса виђен смрад који је загадио престони град Београд, страшнији од уранијума, највећи смрад содомски који је ова савремена цивилизација уздигла на пиједестал божанства”. После предлога да се извини, Амфилохије је изјавио да нема намеру да се извини и да „није изразио мржњу према човеку”. Демократска странка, која је номиновала Петрушић на позицију поверенице, је осудила „неразумну и противправну одлуку” Петрушићеве, тврдећи да је нарушила уставно право на слободу вероисповести. Од ње су захтевали извињење СПЦ и неопозиву оставку.
Године 2015, на предлог тадашње поверенице за заштиту равноправности Невене Петрушић, Ивица Дачић се током састанка са организацијом Лабрис у просторијама поверенице за заштиту равноправности извинио ЛГБТ+ заједници за увредљиве коментаре. У својој изјави, тврдио је да „не може да прихвати да је то нормално зато што није природно”.
Крајем 2020. године, повереница изриче опомену министарству здравља после тужбе удружења Да се зна! и Изађи! на одредбе Правилника о ближим условима, критеријумима и начину избора, тестирања и процене даваоца репродуктивних ћелија и ембриона у ком је писало да давалац репродуктивних ћелија не може бити лице са „анамнезом” хомосексуалних односа у последњих 5 година, као и да не може бити особа која има аналне односе. 23. априла 2021, прва од ове две одредбе је обрисана, али је друга остала, упркос савету поверенице да су обе мере дискриминаторне.
Године 2021, Бранкица Јанковић наложила је Покрету Левијатан да престане да објављује дискриминаторни садржај који подстиче мржњу према Ромима. Европски центар за права Рома (ЕРРЦ) је указао на то да се Левијатан представља као организација за заштиту животиња, али да је њихов рад фокусиран на дехуманизацију Рома.
Године 2022, повереница је утврдила да је Војислав Шешељ дискриминисао ЛГБТ+ људе, кад их је назвао „болесним” и „девијантним”. Исте године, повереница издаје упозорење поводом говора Епископа Никанора о ЛГБТ+ заједници у ком је позвао на насиље над припадницима ЛГБТ+ заједнице и да би „користио и оружје да га има”.